# Adam II de Melun
Le vicomte Adam II de Melun, naît en 1172 du mariage de Louis de Melun et de son épouse Gisèle, est un des capitaines de Philippe-Auguste. Il fait partie de la Maison de Melun. De son mariage avec Aremburge sont nés deux enfants : Guillaume et Héloïse.
Il bat les Anglais dans le Poitou (1203), contribue à la victoire de Bouvines (1214), suit Louis de France (depuis Louis VIII) d’abord contre les Albigeois, puis dans son expédition d’Angleterre, où il meurt en 1217.

## Pour approfondir